# مزار شریف (فیلم)
مزار شریف فیلمی به کارگردانی و نویسندگی عبدالحسن برزیده و تهیه‌کنندگی منوچهر شاهسواری محصول سال ۱۳۹۳ است.

## خلاصه فیلم
این فیلم داستان حمله طالبان به کنسولگری ایران در مزار شریف و کشته شدن دیپلمات‌های ایرانی را روایت می‌کند.

## جوایز

### سی و سومین جشنواره فیلم فجر
| قسمت                      | نامزد           | نتیجه    | جایزه        |
| ------------------------- | --------------- | -------- | ------------ |
| بهترین فیلم               | منوچهر شاهسواری | نامزدشده |              |
| بهترین کارگردانی          | عبدالحسن برزیده | نامزدشده |              |
| بهترین بازیگر نقش اول مرد | حسین یاری       | نامزدشده |              |
| بهترین فیلمبرداری         | علیرضا زرین دست | نامزدشده |              |
| بهترین موسیقی متن         | بهزاد عبدی      | برنده    | سیمرغ بلورین |
| بهترین جلوه‌های ویژه بصری  | امیررضا معتمدی  | برنده    | دیپلم افتخار |
| بهترین چهره پردازی        | سعید ملکان      | نامزدشده |              |
| بهترین صدا (صدابرداری)    | حسن زاهدی       | نامزدشده |              |
| بهترین صدا (صداگذاری)     | بهمن اردلان     | نامزدشده |              |

### بین‌المللی
- تندیس چشم‌انداز بهترین فیلم جشنواره بین‌المللی فیلم ویکتوریا کانادا ۲۰۱۶
- جایزه اول بهترین فیلم جشنواره بین‌المللی فیلم فونیکس استرالیا ۲۰۱۶
- جایزه بهترین کارگردانی و بهترین بازیگر زن جشنواره بین‌المللی فیلم تامیل نادو هند ۲۰۱۶